# Mũi Chelyuskin
Mũi Chelyuskin (tiếng Nga: мыс Челюскина) là điểm cực bắc của lục địa Á-Âu (và thực sự của lục địa lục địa), và điểm cực bắc của đất liền Nga. Nó nằm ở mũi Bán đảo Taymyr, phía nam của Quần đảo Severnaya Zemlya, ở Krasnoyarsk Krai, Nga. Mũi đất có ánh sáng cao 17 m trên tháp khung
Cape Chelyuskin cách Bắc cực 1370 km. Cape Vega là một mũi đất nhỏ ở phía tây Cape Chelyuskin. Vịnh Oscar nằm giữa hai mũi.

## Lịch sử
Con người lần đầu đến mùi này vào tháng 5 năm 1742 bởi cuộc thám hiểm về đất đai do Semion Chelyuskin lãnh đạo, và ban đầu được gọi là Cape East-Northern. Nó được đổi tên để tôn vinh Chelyuskin của Hội Địa lý Nga năm 1842, vào dịp kỷ niệm 100 năm phát hiện.
Người ta đã đi qua mũi này vào ngày 18 tháng 8 năm 1878 bởi Adolf Erik Nordenskiöld trong chuyến đi biển đầu tiên thông qua đoạn đường Đông Bắc.
Vào năm 1919, tàu Maud của nhà thám hiểm Nauy, Roald Amundsen, đã để lại hai người đàn ông, Peter Tessem và Paul Knutsen, ở Cape Chelyuskin sau khi làm các khu đông ở đó. Maud tiếp tục về hướng đông vào biển Laptev và những người đàn ông được hướng dẫn chờ đợi sự đóng băng của biển Kara và sau đó nhả hướng về phía tây nam về phía Dikson mang theo thư của Amundsen. Tuy nhiên, hai người đàn ông biến mất bí ẩn và không bao giờ được nhìn thấy nữa. Năm 1922, Nikifor Begichev lãnh đạo cuộc thám hiểm Liên Xô để tìm kiếm Peter Tessem và Paul Knutsen theo yêu cầu của chính phủ Na Uy, nhưng Begichev đã không thành công.
Thời tiết và cơ sở nghiên cứu thủy văn "Trạm Polar Cape Chelyuskin" được xây dựng vào năm 1932, và do Ivan Papanin lãnh đạo. Nó được đổi tên thành "Đài thiên văn Khí tượng Khí tượng Khí tượng E.Kfodorov" năm 1983. Trạm có một đài quan sát từ và nằm ở phía đông của điểm.
Khảo sát địa chất có hệ thống cho uranium bắt đầu ở đây vào năm 1946-47 với khai thác công nghiệp giữa năm 1950 và năm 1952 ở một ngọn núi cách 150 km về phía nam của mũi.
Chiếc máy bay đầu tiên ở cực bắc sân bay ở Eurasia, hoạt động tại các địa điểm khác nhau từ năm 1950.